# Ai (dialect)
Ai (Ngai) is een vorm van Hakkanees die in het westen van de Chinese provincie Guangdong en in het zuiden van de provincie Guangxi wordt gesproken.

## Etymologisch
"Ai" is de pinyin van het Chinese karakter "𠊎", dat de eerste persoonsvorm enkelvoud in Hakkanees is. In Hakkanees wordt "𠊎" uitgesproken als [ŋai].

## Sprekers
De meeste sprekers zijn van Hakka afkomst; hun voorouders emigreerden tijdens de Ming-dynastie vanuit Tingzhou en Jiayingzhou naar het gebied waar ze nu nog steeds leven. Er zijn nog maar weinig Aihua-sprekers en het is in het westen van Guangdong een bedreigde taal. Dit blijkt uit een taalonderzoek van 1999. De stadsprefecturen waar Aihua wordt gesproken zijn: Maoming, Yangjiang, Zhanjiang, Yunfu, Beihai, Fangchenggang, Qinzhou en Yulin. Verder wordt het gesproken in Guiping, dat een Aihua taaleiland is.